# Mehmet Kaplan
Mehmet Güner Kaplan, född 18 juli 1971 i Gaziantep i Turkiet, är en svensk tidigare politiker (miljöpartist). Han var ordinarie riksdagsledamot 2006–2014, invald för Stockholms kommuns valkrets, och Sveriges bostads- och stadsutvecklingsminister från 3 oktober 2014 tills han avgick 18 april 2016 efter att hans inställning i demokratifrågor ifrågasatts.

## Biografi

### Bakgrund och uppväxt
Mehmet Kaplan föddes i Gaziantep i Turkiet men invandrade till Sverige som ettåring. Under 90-talet studerade han på Lantmäteriprogrammet vid KTH men har inte avlagt någon examen.
År 2006 var han verksamhetschef på antidiskrimineringsbyrån i Kista.

## Verksamhet

### Föreningsverksamhet och opinionsbildning

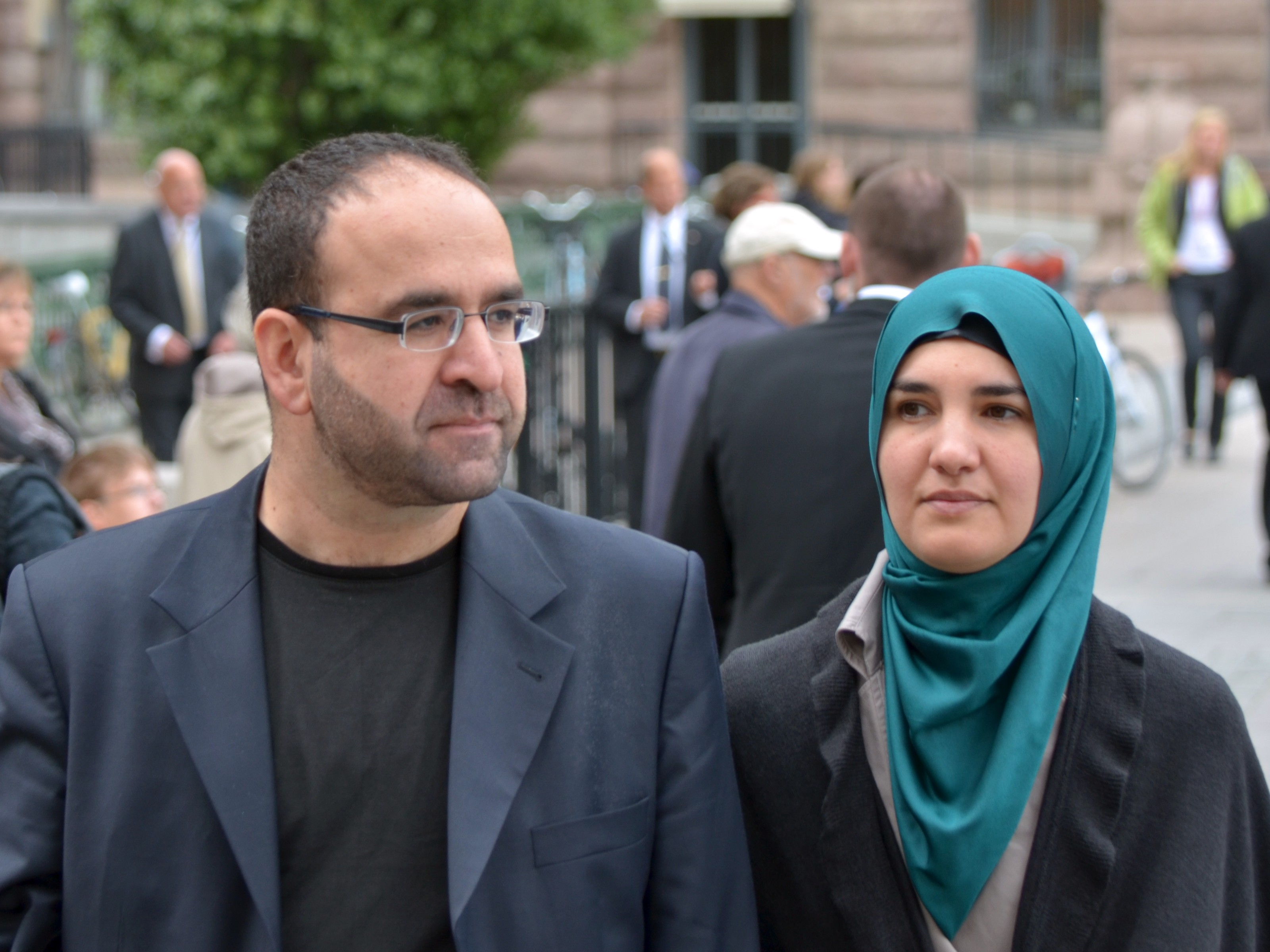
Mehmet Kaplan tillsammans med sin hustru Feride Kaplan 2012.

Mehmet Kaplan har varit med och byggt upp och engagerat sig i många muslimska organisationer i Sverige. Han var sekreterare (1996–2000) och ordförande (2000–2002) för Sveriges unga muslimer. Han blev sedermera presstalesman för Sveriges muslimska råd (2005–2006).
Kaplan var ordförande i IOGT-NTO:s Stockholmsdistrikt (2004-2011).
Den 16 mars 2008 var Mehmet Kaplan med och grundade organisationen Svenska muslimer för fred och rättvisa i egenskap av mötesordförande på det konstituerande mötet i Kista Science Tower i Stockholm. Han satt under några år i styrelsen för rättighetsföreningen Charta 2008.[källa behövs]
Kaplan var aktiv i debatten om Muhammedbilderna i Jyllands-Posten 2006, där han menade att man i Danmark hade gått över gränsen, vilket han kritiserades för av Per Svensson.
Kaplan var ombord på ett av lastfartygen i en konvoj, som i maj 2010 för organisationen Ship to Gaza fraktade förnödenheter till Gazaremsan under blockaden av Gaza. Han och övriga ombord arresterades efter att den israeliska armén utfört en  bordning av fartyget morgonen den 31 maj 2010. På ett annat av fartygen dödades totalt nio personer.
Kaplan har kritiserats för att stödja islamistiska organisationer av  den före detta socialdemokratiska riksdagsledamoten Nalin Pekgul.

### Miljöpartiet och riksdagen
Mehmet Kaplan var ledamot i Miljöpartiets partistyrelse 2003–2011 och blev invald i Sveriges riksdag vid riksdagsvalet 2006. Under mandatperioden 2006–2010 satt han som ledamot i Justitieutskottet och som suppleant i EU-nämnden och Utrikesutskottet.[källa behövs] Han var även gruppledare för partiets riksdagsgrupp tillsammans med Gunvor G Ericsson.[källa behövs] I valet 2014 blev han personvald till Stockholms stads kommunfullmäktige (plats 51 i rådssalen), men tillträdde istället som bostadsminister i regeringen.[källa behövs]

#### Exempel på ställningstaganden i riksdagsarbetet
År 2008 arrangerade Kaplan ett förmöte i riksdagen på temat yttrande- och religionsfrihet där han bjöd in bland annat Mahmoud Khalfi, ordförande i Islamiska förbundet i Sverige, Helena Benaouda, ordförande i Sveriges muslimska råd, generalsekreteraren för Europeiska fatwarådet och Chakib Ben Makhlouf, ordförande för Federation of Islamic Organisations in Europe.
År 2010 röstade riksdagen om Sverige skulle erkänna Turkiets folkmord på Armenier, Kaplan argumenterade emot (Miljöpartiets linje var för) i ett anförande och deltog ej i omröstningen då han lämnade kammaren. År 2011 bjöd han in den kontroversiella brittiska journalisten Yvonne Ridley till riksdagen för en konferens.

### Regeringen Stefan Löfven
Den 3 oktober 2014 utsågs Kaplan till Sveriges bostads- och stadsutvecklingsminister i regeringen Löfven. Som minister hade han ansvar för de bostads- och samhällsbyggnadsfrågor som tidigare hört till Socialdepartementet, samt frågor om urban utveckling som tidigare hört till Arbetsmarknadsdepartementet. Kaplan ansvarade även för it-politiska frågor och postkommunikation och tog över funktionen som IT-minister.

#### Kritiserade uttalanden 2014
I juli 2014 blev han uppmärksammad när han i Almedalen jämförde nutida jihadister, med svenskt medborgarskap, i Syrien med svenska frivilliga i finska vinterkriget 1939–1940. Han framförde senare på Miljöpartiets hemsida att han borde ha uttryckt sig på ett annat sätt så att hans uttalande inte skulle ha kunnat missuppfattas. Kaplan sa då även att han "är emot att unga svenskar åker ner till kriget i Syrien." Han skrev sedan en debattartikel där han ansåg att det Islamiska staten och andra extremister ägnar sig åt är "vansinnigheter" som gör honom "lika skrämd, äcklad och upprörd som alla andra."
Som minister uttalade han sig i turkiska medier att ett av skälen till att ungdomar ansluter sig till Islamiska staten är den utbredda islamofobin i Europa, och att detta kan motverkas genom att moskéer får statliga bidrag för att motarbeta rekryteringen till IS.

## Avgången som minister 2016
Den 13 april 2016 spreds bilder på sociala medier där Kaplan under en middag umgicks med medlemmar från Grå vargarna. Dagen därpå rapporterade Aktuellt Fokus om nyheten och andra nyhetsmedier följde efter. Grå vargarna beskrevs som "högerextrem turkisk organisation som anklagats för ett stort antal mord och våldsdåd". På middagen deltog även Turkiska riksförbundets vice ordförande, Barbaros Leylani, som några dagar tidigare hade polisanmälts för hets mot folkgrupp efter att ha uttryckt sig hatiskt om armenier i ett tal på Sergels torg. Personer från den islamistiska organisationen Millî Görüş deltog också, och det framkom att Kaplan hade träffat dem flera gånger tidigare. Före detta partiledaren för socialdemokraterna, Mona Sahlin, reagerade negativt på Kaplans enligt henne svaga avståndstagande från Millî Görüş. I en intervju med Sveriges Radio hävdade Kaplan att han var ovetande om vilka som närvarade på middagen och han har framfört att han tar starkt avstånd från Grå Vargarnas åsikter. Statsminister Stefan Löfven kommenterade händelsen på följande vis: "som minister har [man] ett ansvar för att agera på ett sådant sätt att det aldrig råder några tvivel om vilka organisationer eller värderingar man företräder. Därför är det djupt beklagligt att Mehmet Kaplan hamnade i det sällskapet och han har förstått att han måste vara mycket noggrannare".
Den 17 april 2016 publicerade Svenska Dagbladet en video från 2009 där Kaplan jämför Israels agerande mot Palestina med nazisternas behandling av judarna i 1930-talets Nazityskland. Videon kom från ett tv-program som sändes av Somali Star TV. Flera experter och historiker har bedömt uttalandet som "omdömeslöst" och att det tyder på "dåligt omdöme". Utrikesminister Margot Wallström kallade Kaplans uttalande "fruktansvärt".
Den 18 april 2016 lämnade Kaplan posten som bostadsminister till följd av dessa uppgifter. Sveriges Unga Muslimer, där Kaplan tidigare varit ordförande, beklagade Kaplans avgång. Samtidigt tyckte Magnus Karaveli, som är Turkietkännare på Institutet för säkerhets- och utvecklingspolitik, att kritiken mot Kaplan inte har varit nyanserad. Han anser att det är omöjligt att inte bli sedd med anhängare av organisationer som Grå Vargarna om man rör sig i turkiska kretsar inom Sverige.